# Olga Vasjukova
Olga Vasjukova, född den 8 maj 1980 i Budapest, Ungern, är en rysk konstsimmare.
Hon tog OS-guld i lagtävlingen i konstsim i samband med de olympiska konstsimstävlingarna 2000 i Sydney.